# 蛭田充
蛭田 充（ひるた みつる、1947年4月24日 - ）は、福島県いわき市出身の漫画家。本名は蛭田幸充（ひるた ゆきみつ）、別名：浅井ゆきお、浅井幸雄、旭日充、浅井孝男。
小沢さとるのアシスタントを経て、1968年ダイナミックプロ入社。1970年『七〇式戦闘機』（少年ジャンプ）でデビュー（浅井ゆきお 名義）。

## 作品リスト
- 七〇式戦闘機（週刊少年ジャンプ 1970年）浅井ゆきお 名義
- 敵も勇者だ（別冊少年ジャンプ  1970年）浅井幸雄　名義
- ベム対ベム（まんが王別冊付録 1970年）浅井幸雄　名義
- 大空ヨッちゃん（少年画報　1971年）浅井幸雄　名義
- ポンコツ親子（少年画報 1971年7号読切り）浅井幸雄　名義[2]
- 昭和四人衆（別冊少年チャンピオン 1973年）
- 白球水滸伝 ほえろ竜（原作：史村翔　週刊少年アクション 1975年）
- 急襲!メッサーシュミット（原作：藍うえお　単行本描き下ろし 1980年）
- 魔の三角地帯（単行本描き下ろし 1980年）
- 恐怖ハンター（原作：よしだ駿介　月刊少年チャンピオン 1983年）旭日充　名義
- 聖魔走る（月刊少年チャンピオン 1985年）旭日充　名義
- バナナ白書（週刊プレイボーイ 1984年？）

共作作品
- バイオレンスカー炎の鷹（高円寺博・永井豪）

コミカライズ作品
- シルバー仮面（小学館BOOK 1971年1月号-6月号、小学一年生 1972年新年増刊号、別冊少年サンデー 1972年3月号-5月号）
- ミラーマン（小学館BOOK 1972年2月号-12月号（浅井孝男 名義）、小学一年生 1972年2月号-12月号）
- 正義を愛する者 月光仮面（原作：川内康範、小学三年生 1972年2月号-10月号）
- ウルトラマンA（別冊少年サンデー 1972年6月号-1973年3月号）
- ウルトラマンタロウ（よいこ 1973年4月号-5月号、小学館BOOK 1973年3月号）
- ウルトラセブン（たのしい幼稚園 1972年）
- デビルマン（原作：永井豪、秋田書店「冒険王」1972年8月号-1973年6月号連載、1972年夏増刊号1973年正月増刊号掲載、「別冊冒険王」1972年夏号-1973年春号連載）
- 突撃! ヒューマン!!（小学一年生 1972年12月号-1973年2月号）
- 笛吹童子（原作:北村寿夫）
- ファイヤーマン
- 人造人間キカイダー（原作：石森章太郎）
- キカイダー01（原作:石森章太郎）
- マジンガーZ（原作:永井豪）
- ドロロンえん魔くん（原作:永井豪）
- ゼロテスター（原作:鈴木良武）
- ウエストワールド - 別冊少年チャンピオン 1974年1月号「劇画ロードショー」枠での映画のコミカライズ
- ゴジラ対メカゴジラ - 別冊少年チャンピオン 1974年4月号「劇画ロードショー」枠での映画のコミカライズ
- ゲッターロボ（原作:永井豪、石川賢）
- 勇者ライディーン
- 円盤戦争バンキッド
- ダンガードA（原作:松本零士）
- アローエンブレム グランプリの鷹
- ウルトラ兄弟物語
- ウルトラ電撃大作戦

## その他
- 無敵超人ザンボット3（メカブーストデザイン）

## 関連書籍
- まんが秘宝 Vol.1 ぶっちぎりヒーロー道（1997年 洋泉社） - 「蛭田充の忘れられない世界」として『デビルマン』などのコミカライズ作品についての4ページの記事が掲載。
- 激マン! - 永井豪の自伝的漫画。蛭田も登場している。